# Copa Campeón de Campeones de Guatemala 1955
La Copa Campeón de Campeones de 1955. Enfrentó a los clubes CSD Municipal contra CSD Comunicaciones, con victoria de los segundos por marcador de 2 a 0. Se disputó el Domingo 15 de enero de 1956 en el Estadio Parque de fútbol Autonomía.

## Equipos participantes
| Municipal      |  | Campeón de la Liga Nacional (1954-55) |
| Comunicaciones |  | Campeón del Torneo de Copa (1955)     |

## Alineaciones
| POR        | Bandera de Guatemala | Eduardo Morales           |       |
| DEF        | Bandera de Guatemala | Manuel Castillo           |       |
| DEF        | Bandera de Guatemala | Romeo Díaz                |       |
| DEF        | Bandera de Guatemala | Julio Ramírez             | Salió |
| DEF        | Bandera de Guatemala | Jorge Murcia              |       |
| MED        | Bandera de Guatemala | Raúl Barrios              |       |
| MED        | Bandera de Guatemala | Francisco López Contreras |       |
| MED        | Bandera de Guatemala | Mario René Paniagua       | Salió |
| DEL        | Bandera de Guatemala | Guillermo Palomo          |       |
| DEL        | Bandera de Guatemala | Fredy Masella             | Salió |
| DEL        | Bandera de Guatemala | Augusto Espinoza          | Salió |
| Entrenador | Bandera de Guatemala | Federico Morales          |       |

| POR        | Bandera de Guatemala | Alfonzo Vettorazzi    |       |
| DEF        | Bandera de Guatemala | Eduardo Torres        | Salió |
| DEF        | Bandera de Guatemala | Walter Villatoro      |       |
| DEF        | Bandera de Guatemala | Ramón Rodríguez       |       |
| DEF        | Bandera de Guatemala | Guillermo Marroquín   |       |
| MED        | Bandera de Guatemala | Rafael Veliz          |       |
| MED        | Bandera de Guatemala | Enrique Rivas         |       |
| DEL        | Bandera de Guatemala | Enrique Casado        |       |
| MED        | Bandera de Guatemala | Roberto Calderón      |       |
| MED        | Bandera de Guatemala | Jesús Ramírez         |       |
| DEL        | Bandera de Guatemala | Efraín De León        |       |
| Entrenador | Bandera de Guatemala | Manuel Felipe Carrera |       |

| MED | Bandera de Guatemala | Hugo Hernández    | Entró |
| MED | Bandera de Guatemala | Nery Barrios      | Entró |
| DEL | Bandera de Guatemala | Mario Rosales     | Entró |
| DEL | Bandera de Guatemala | Alberto Rodríguez | Entró |

| DEF | Bandera de Guatemala | Miguel Fernández | Entró |

| Anotado | Augusto Espinoza |
| Anotado | Augusto Espinoza |

| Árbitro | Julio Arriaga |

| POR        | Bandera de Guatemala | Eduardo Morales           |       |
| DEF        | Bandera de Guatemala | Manuel Castillo           |       |
| DEF        | Bandera de Guatemala | Romeo Díaz                |       |
| DEF        | Bandera de Guatemala | Julio Ramírez             | Salió |
| DEF        | Bandera de Guatemala | Jorge Murcia              |       |
| MED        | Bandera de Guatemala | Raúl Barrios              |       |
| MED        | Bandera de Guatemala | Francisco López Contreras |       |
| MED        | Bandera de Guatemala | Mario René Paniagua       | Salió |
| DEL        | Bandera de Guatemala | Guillermo Palomo          |       |
| DEL        | Bandera de Guatemala | Fredy Masella             | Salió |
| DEL        | Bandera de Guatemala | Augusto Espinoza          | Salió |
| Entrenador | Bandera de Guatemala | Federico Morales          |       |

| POR        | Bandera de Guatemala | Alfonzo Vettorazzi    |       |
| DEF        | Bandera de Guatemala | Eduardo Torres        | Salió |
| DEF        | Bandera de Guatemala | Walter Villatoro      |       |
| DEF        | Bandera de Guatemala | Ramón Rodríguez       |       |
| DEF        | Bandera de Guatemala | Guillermo Marroquín   |       |
| MED        | Bandera de Guatemala | Rafael Veliz          |       |
| MED        | Bandera de Guatemala | Enrique Rivas         |       |
| DEL        | Bandera de Guatemala | Enrique Casado        |       |
| MED        | Bandera de Guatemala | Roberto Calderón      |       |
| MED        | Bandera de Guatemala | Jesús Ramírez         |       |
| DEL        | Bandera de Guatemala | Efraín De León        |       |
| Entrenador | Bandera de Guatemala | Manuel Felipe Carrera |       |

| MED | Bandera de Guatemala | Hugo Hernández    | Entró |
| MED | Bandera de Guatemala | Nery Barrios      | Entró |
| DEL | Bandera de Guatemala | Mario Rosales     | Entró |
| DEL | Bandera de Guatemala | Alberto Rodríguez | Entró |

| DEF | Bandera de Guatemala | Miguel Fernández | Entró |

| Anotado | Augusto Espinoza |
| Anotado | Augusto Espinoza |

| Árbitro | Julio Arriaga |

## Final
| 15 de enero de 1956 | Comunicaciones   | 2:0 | Municipal | Estadio Autonomía, Ciudad de Guatemala |                           |
|                     | Augusto Espinoza |     |           | Árbitro(s): Julio Arriaga              | Árbitro(s): Julio Arriaga |

## Campeón
|                                  |
| Campeón Comunicaciones 1º título |